# マッグズ・ブラザーズ
マッグズ・ブラザーズ（Maggs Bros）は、イギリスを代表するロンドンの稀覯本・古書専門店。1853年創業。世界でも最も古い古書店のひとつで、シナイ写本やグーテンベルク聖書をはじめ、歴史的貴重本を多く扱い、博物館や図書館など、世界中に顧客を持つ。イギリス王室御用達（Royal Warrant）にも選ばれている。

## 略歴
サマセット出身のユリア・マッグズが1853年にロンドンのパディントンで雑貨・新聞・本の販売を始め、1870年には古書を専門とする。1894年に息子二人に家業を譲り、その後他の兄弟も加わり、マッグズ兄弟社となる。1938年にメイフェアにある現在地に移転。1933年から1950年まではパリに支店もあった。2000年から孫のエドが代表を務めている。

## 取り扱い商品
- 旅行書、英文学、中世の写本、書誌、インキュナブラ、自然科学、著名人のサイン、原稿、軍史、私家本などを中心に扱っている[3]。
- 1916年には、ナポレオン・ボナパルトの遺体から切り取ったペニスを所有者だったコルシカの聖職者の遺族から購入。1924年にアメリカ人のコレクターに売却[4]。
- 1924年には、東洋文庫にジョン・セーリスの『日本航海記』を販売した[5]。これはのちに国の重要文化財に指定された。
- 1947年にはグーテンベルク聖書の売買を行なった。これはその後、慶應義塾大学の手に渡った。
- 1998年にはウィリアム・キャクストンが出版したチョーサーの『カンタベリー物語』を購入。これは同店の扱い商品の中の最高額（420万ポンド）となった[2]。
- 2013年、3000点にのぼる阿片の喫煙具や写真などの売り立てを行なっている[6][7]。このコレクションは、オランダの美術商が収集していたものを以前マッグズがコロンビアの大富豪サン・ドミンゴ家に売ったものである[8]

## バークリー・スクエア50番地
同店があるバークリー・スクエア50番地の建物は、幽霊屋敷としても知られている。18世紀に建てられたタウンハウスで、1770年から1827年にかけて、イギリス元首相のジョージ・カニングが住んでいた。この家で自殺した若い女性の霊が出ると言われているが、1937年からこの場所で営業をしているマッグズ古書店の人間で幽霊を見たものはいないと言う（過去に一人、霞のようなものを見たとする人物はいたらしい）。